# Sheikh Muszaphar Shukor
Sheikh Muszaphar Shukor al Masrie bin Sheikh Mustapha (* 27. Juli 1972 in Kuala Lumpur, Malaysia) ist ein malaysischer Arzt und der erste, und bisher einzige Raumfahrer seines Landes.
Muszaphar Shukor studierte Medizin, Fachgebiet Orthopädie, am Kasturba Medical College (Karnataka) in Indien und arbeitete in verschiedenen Krankenhäusern in Malaysia.
Am 9. September 2006 wurde er im Rahmen des Raumfahrtprogramms Angkasawan für die Mannschaft von Sojus TMA-11 ausgewählt. Zusammen mit seinem Ersatzmann, dem Zahnarzt Faiz Khaleed, begann er im Oktober 2006 sein Kosmonautentraining.
Muszaphar Shukor startete am 10. Oktober 2007 gemeinsam mit Juri Malentschenko und Peggy Whitson zur Internationalen Raumstation. Dort führte der Wissenschaftsastronaut Experimente bezüglich Leberkrebs, Leukämiezellen und Versuche zur Kristallisierung von Proteinen und Mikroben durch. Nach elf Tagen kehrte Shukor mit Sojus TMA-10 zur Erde zurück.

## Belege
1. ↑  RIA Novosti: Malaysia nennt den ersten Kosmonauten des Landes und sein Double
2. ↑  RIA Novosti: Raumfahrttraining: Russisch für ersten Kosmonauten aus Malaysia

| Personendaten    | Personendaten                                         |
| ---------------- | ----------------------------------------------------- |
| NAME             | Sheikh Muszaphar Shukor                               |
| ALTERNATIVNAMEN  | Sheikh Muszaphar Shukor al Masrie bin Sheikh Mustapha |
| KURZBESCHREIBUNG | malaysischer Raumfahrer                               |
| GEBURTSDATUM     | 27. Juli 1972                                         |
| GEBURTSORT       | Kuala Lumpur                                          |